# Lista över fornlämningar i Vallentuna kommun
Lista över fornlämningar i Vallentuna kommun är en förteckning av ett urval av de fornlämningar som finns i Vallentuna kommun.

## Angarn
Se Lista över fornlämningar i Vallentuna kommun (Angarn)

## Frösunda
Se Lista över fornlämningar i Vallentuna kommun (Frösunda)

## Kårsta
Se Lista över fornlämningar i Vallentuna kommun (Kårsta)

## Markim
Se Lista över fornlämningar i Vallentuna kommun (Markim)

## Orkesta
Se Lista över fornlämningar i Vallentuna kommun (Orkesta)

## Vada
Se Lista över fornlämningar i Vallentuna kommun (Vada)

## Vallentuna
Se Lista över fornlämningar i Vallentuna kommun (Vallentuna)

## Össeby-Garn
Se Lista över fornlämningar i Vallentuna kommun (Össeby-Garn)